# Matthias-Prinner-Klettersteig

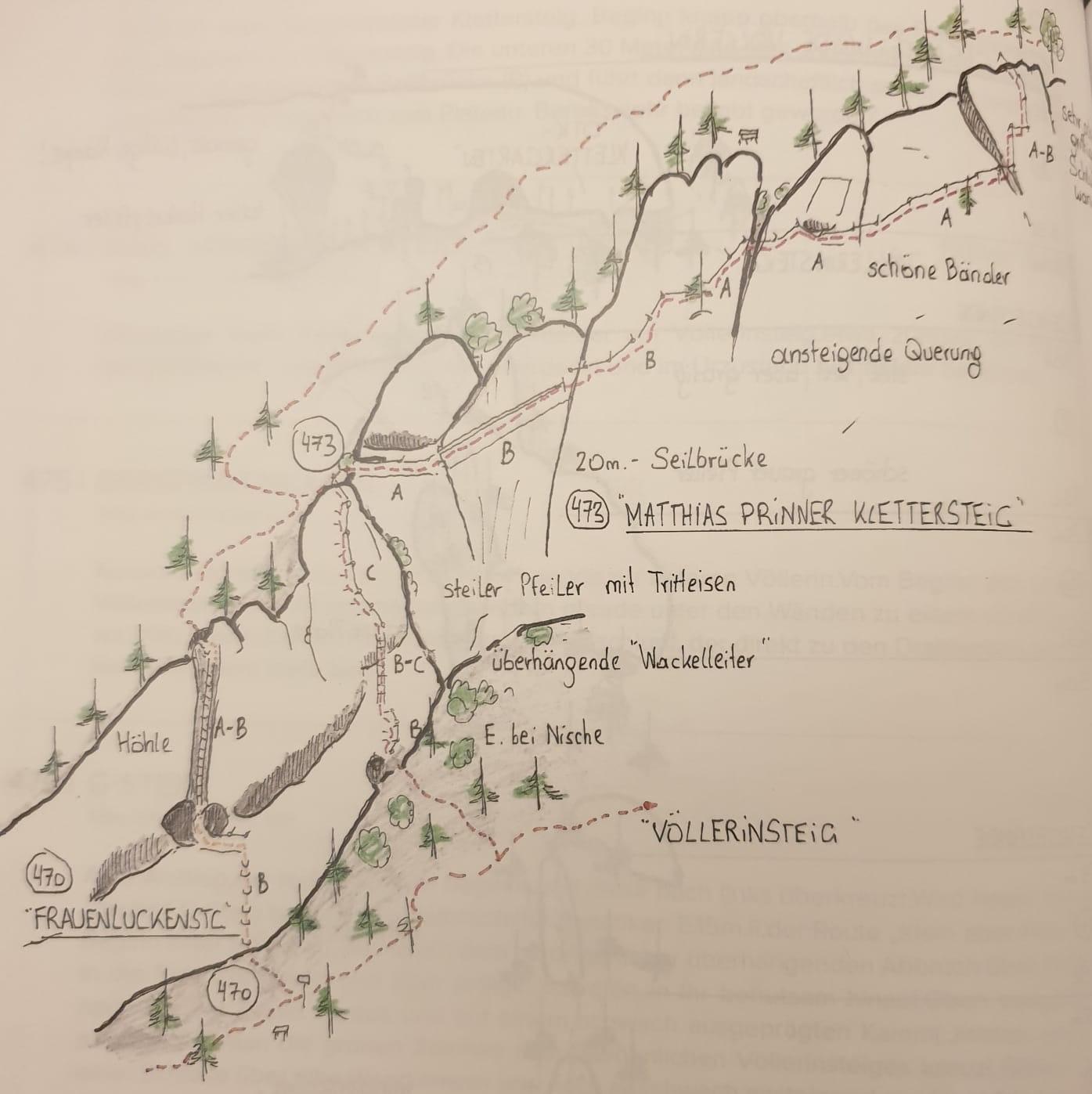
Verlauf des Klettersteigs

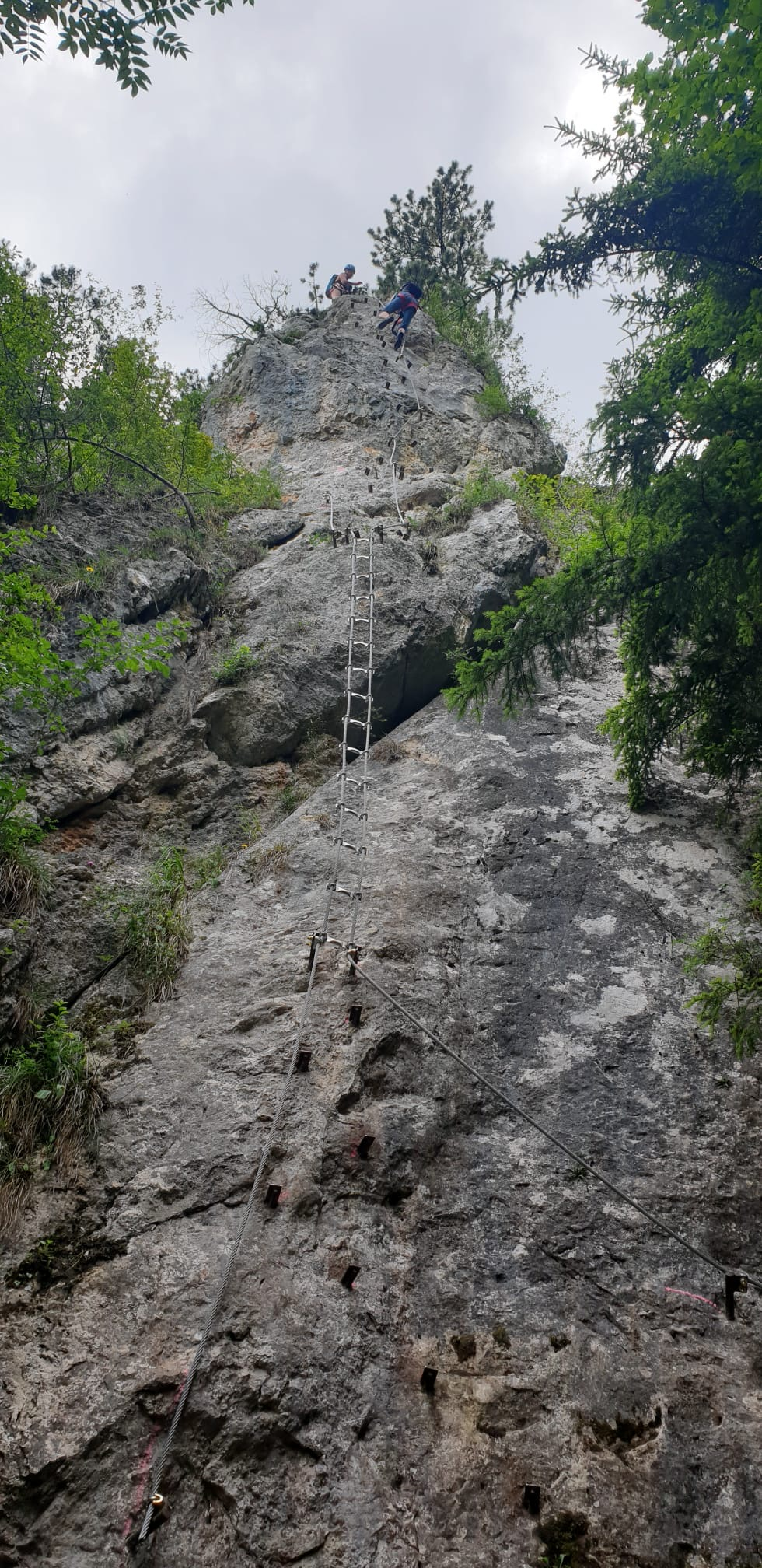
Einstiegsleiter

Der Matthias-Prinner-Klettersteig ist ein Klettersteig (Gedenksteig), der sich auf der Hohen Wand im österreichischen Bundesland Niederösterreich befindet. Der Gedenksteig wurde im Jahr 2023 erbaut und am 7. Juli 2023 eröffnet. Die Schwierigkeit dieses Klettersteigs liegt bei C/D und ist ohne Kletterausrüstung nicht nutzbar.

## Verlauf
Der Zustieg erfolgt über den Völlerin-Steig. Vorbei am links abzweigenden Frauenluckensteig geht es leicht aufwärts und geradeaus weiter, bis man zum Einstieg links abbiegt (Gehzeit ca. 30 Minuten).
Der erste Teil des Steigs beginnt mit einem steilen Einstiegspfeiler (C/D). Danach folgt eine 15 Meter lange Seilbrücke, die zum zweiten, wesentlich leichteren Teil des Klettersteiges führt. In den Schwierigkeiten A und B geht es weiter bis zum Ausstieg (45 Minuten Kletterzeit und ~100 Höhenmeter).
Oben angekommen, sind es nur noch ein paar Gehminuten, bis man den „Skywalk Hohe Wand“ erreicht, von dem man einen Panoramablick über das ganze Tal erlangt.
Der Abstieg erfolgt über den Völlerin-Steig in rund 45 Minuten Gehzeit.
Der erste Teil des Klettersteiges (steiler Einstiegspfeiler) lässt sich über den Frauenluckensteig (B) mit einer Eisenleiter umgehen. Man kann jedoch auch vom Gasthof Postl über die Wiese am Plateau bis zur Seilbrücke absteigen.

## Hintergrund

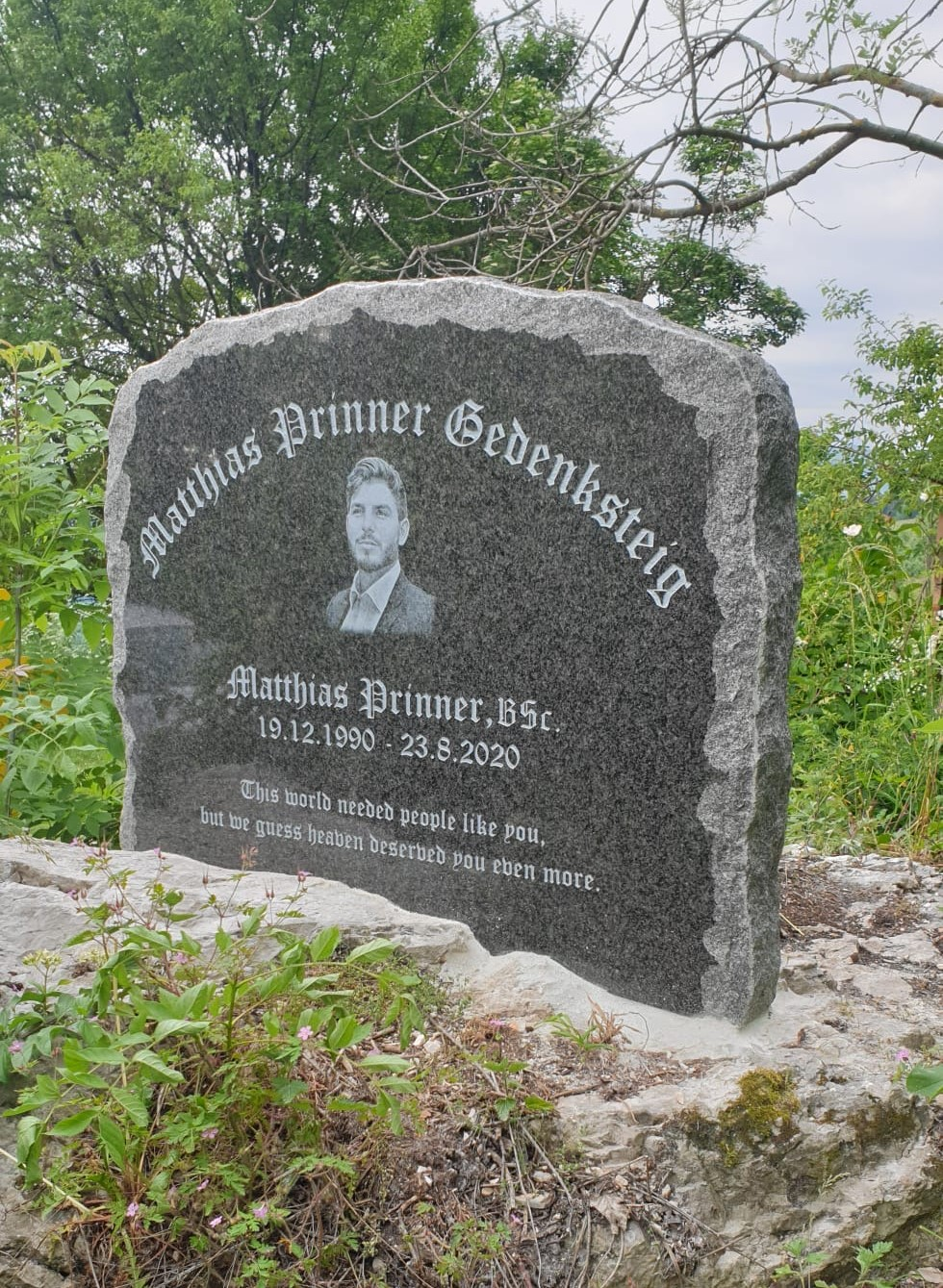
Gedenkstein Matthias Prinner auf dem Parkplatz

Matthias Prinner kam am 23. August 2020 im Alter von 29 Jahren bei einem Bergunfall am Kaiser-Franz-Josef-Steig bei Eisenerz ums Leben. Zum Gedenken an ihn wurde der Gedenksteig im Jahr 2023 im Auftrag seines Vaters von Heli Putz errichtet. 
Matthias Prinner war Mitglied der United Tribunes und Geschäftsführer der Ares-Safety-GmbH. Laut orea.eu sind "die Einsatzgebiete der Ares-Safety-GmbH nicht uninteressant: U. a. werden die weithin bekannten Clubs „Pratersauna“, „Club X“ und „VIE i PEE“ von der „Ares-Safety-GmbH“ an der Tür betreut. Wie Recherchen belegen konnten, sind es die dort engagierten Türsteher der Ares GmbH, die die Drogengeschäfte in den Clubs abgewickelt und kontrolliert haben."